# Kate Taylor
Katherine (Kate) Mary Taylor (1962, Boulogne-sur-Seine, França) és una crítica i novel·lista canadenca nascuda a França, periodista cultural al diari The Globe and Mail i autora de dues novel·les Madame Proust i la cuina Kosher i A man in uniform.
Filla d'un diplomàtic canadenc, va néixer a França i va créixer entre Europa i Ottawa. Va assistir al Glebe Collegiate Institute a Ottawa, i va estudiar història i història de l'art a la Universitat de Toronto. Va obtenir un màster en periodisme a la universitat de 'Western Ontario'.
Després de treballar als diaris London Free Press i al Hamilton Spectator, es va unir al periòdic The Globe and Mail el 1989, l'any 1991 va començar a la secció d'art, i com a crític teatral des de 1995 fins al 2003. Va guanyar dos premis Nathan Cohen per les seves crítiques El 2009 va guanyar la beca Atkinson de periodisme per a estudiar la cultura canadenca en l'època digital.
La seva primera novel·la, Madame Proust i la cuina Kosher, combina les històries de tres dones. La primera és Jeanne Weil Proust, mare de l'escriptor francés Marcel Proust; la segona és Sarah Simon, una fictícia refugiada francesa i jueva que desplaçada a Toronto durant la segona guerra mundial; la tercera personatge és una narradora contemporània que rep el nom de Marie Prevost. La novel·la, publicada per primera vegada el 2003 al Canadà, va guanyar el premi Commonwealth de 2004 com a premi per millor obra novel de la regió Canadà-Carib, també el Toronto Book Award i el premi Canadian Jewish Book Award a la millor ficció. Aquesta novel·la ha estat publicada en castellà per la Editorial Siruela el 2012, traduïda per Alejandro Palomas i amb ISBN 9788498416510 .
La segona novel·la, Un home d'uniforme, és una novel·la sobre un detectiu a Paris a finals del segle xix, i basat en el cas Dreyfuss. Va ser publicada per primera vegada el 2010 al Canadà i als Estats Units el 2011, inèdita en català.